# گو ساکابه
گو ساکابه (انگلیسی: Go Sakabe؛ زادهٔ ۳۱ ژانویهٔ ۱۹۸۲) آهنگساز اهل ژاپن است. وی از سال ۲۰۰۵ میلادی تاکنون مشغول فعالیت بوده‌است.